# 더 후
더 후(The Who)는 1964년에 결성된 영국의 록 밴드이다. 초기 멤버는 로저 돌트리, 피트 타운젠드, 존 엔트위슬, 키스 문이었다. 더 후는 전 세계에 걸쳐 큰 성공을 거두었는데, 특히 라이브 공연으로 유명했다. 이들은 1960년대와 1970년대 가장 영향력 있던 록 밴드 중 하나로서, 가장 위대한 록 밴드로 손꼽힌다.
영국에서 더 후는 〈My Generation〉, 〈I Can't Explain〉과 같은 톱 10 싱글들을 배출하며 이름을 얻기 시작하였다. 또한 무대 위에서 악기를 부수는 "선구자적" 쇼맨십 역시 이들의 명성에 큰 영향을 끼쳤다. 미국으로의 진출은 1967년 발표한 〈I Can See for Miles〉이 톱 10에 진입하면서 가속화되었는데 이후 발표된 5개의 앨범, 《Tommy》(1969년), 《Live at Leeds》(1970년), 《Who's Next》(1971년), 《Quadrophenia》(1973년), 《Who Are You》(1978년)이 모두 차트 5위 안에 들면서 이들의 인기는 절정에 달했다.
키스 문이 1978년 약물 과다 복용으로 갑작스레 사망한 후, 더 후는 드러머 케니 존스를 영입하였다. 이후 《Face Dances》(1981년), 《It's Hard》(1982년)을 발표한 후 1983년 공식 해체되었다. 이후 라이브 에이드(1985년), 더 후 25주년 기념 투어(1989년), 쿼드로피니아 리바이벌 투어 (1996년, 1997년) 등에서 재결합해 활동하기도 했다. 2000년, 살아있던 3명의 초기 멤버가 새 앨범을 내기 위해 재결합했으나, 2002년 존 엔트위슬의 사망으로 이는 지연되었다. 하지만 이후 피트 타운젠드와 로저 돌트리는 《Endless Wire》(2006년)와 같은 앨범을 발표하며 계속해서 더 후라는 이름으로 활동하고 있다.
2010년 2월 8일 슈퍼볼 하프타임쇼와 2012년 하계 올림픽 폐막식 무대에 서기도 하였다.

## 디스코그래피

### 스튜디오 음반
- 《My Generation》 (1965년)
- 《A Quick One》 (1966년)
- 《The Who Sell Out》 (1967년)
- 《Tommy》 (1969년)
- 《Who's Next》 (1971년)
- 《Quadrophenia》 (1973년)
- 《The Who by Numbers》 (1975년)
- 《Who Are You》 (1978년)
- 《Face Dances》 (1981년)
- 《It's Hard》 (1982년)
- 《Then and Now》 (2004년)
- 《Endless Wire》 (2006년)

### 라이브 음반
- 《Live at Leeds》 (1970년)
- 《Who's Last》 (1984년)
- 《Join Together》 (1990년)
- 《Live at the Isle of Wight Festival 1970》 (1996년)
- 《The BBC Sessions》 (2000년)
- 《Blues to the Bush》 (2000년)
- 《Live at the Royal Albert Hall》 (2003년)
- 《Live from Toronto 》 (2004년)
- 《View From A Backstage Pass》 (2007년)